# Пфальцграфство Кефалонії та Закінфу
Пфальцграфство Кефалонії та Закінфу (італ. Contea palatina di Cefalonia e Zante, грец. Παλατινή Κομητεία της Κεφαλονιάς και της Ζακύνθου) — державне утворення, що існувало з 1185 по 1479 роки як фактичний чи номінальний васал норманського Сицилійського королівства, Венеційської республіки та латинського Ахейського князівства. Розташовувалось на захоплених у Візантійської імперії Іонічних островах Кефалонія та Закінф. На відміну від численних латинських державних утворень на території Візантійської імперії, було створено не після захоплення Константинополя в 1204 році, а ще у 1185 році, коли ці острови були захоплені сицилійським адміралом Маргаритом да Бриндізі, а сицилійський король Вільгельм II Добрий у винагороду за його службу надав Маргариту право на управління цими територіями і відповідний титул.
Після Маргарита, до 1325 року графство потрапило під головування гілки родини Орсіні, після чого на короткий час перейшло до Анжуйського дому, і, пізніше, у 1357 році, до родини Токко. Останні використовували графство як плацдарм для здобуття володінь в континентальній Греції, та в 1411 році змогли отримати контроль над Епірським деспотатом. Проте, зіткнувшись з наступом Османської імперії, династія поступово втрачала континентальні володіння і графство знову скоротилось до свого початкового розміру. Утримувалось Токко до 1479 року, коли внаслідок османського, а згодом венеційського завоювання, ці територій було розділено між Османською імперією та Венеційською республікою.

## Історія

### Норманське завоювання і заснування пфальцграфства (1185)
Початок латинського правління на островах був пов'язаний з корсаром та адміралом сицилійського флоту Маргаритом да Бриндізі, відомим хронікерам пізнього XII століття. Він розвинув бурхливу діяльність на службі у Вільгельма II Доброго, норманського короля Сицилії. В латинських документах 1192 та 1193 років в Греції він був підписувався як Margaritoni Admiral Count Melitios (адмірал-граф Маргарітоні Мелітос). Незважаючи на незрозуміле походження Маргарита, після норманського завоювання земель Візантії в 1185 році, Вільгельм II передав йому ці острови в Іонічному морі у винагороду за його послуги.

### Володіння Орсіні (1195—1335)
Через 10 років, в 1195 році, Маттео (Майо) Орсіні успадкував Маргарита як правитель Іонічних островів. Щоб закріпити своє становище, Майо визнав суверенітет над островами Венеції та Папи Римського, а пізніше князя Ахейського. В той же час православне єпископство островів було скасовано, єпископські престоли були зайняті латинянами і введено в дію феодальну систему. Наступник Майо, Ріккардо Орсіні, «найблагородніший граф та владика Кефалонії, Закінфу та Ітаки», надав у 1264 році маєтки Латинському єпископству Кефалонії. Під час правління цього правителя Кефалонія стала прихистком для піратів.
Сім'я Орсіні не лише керувала Іонічними островами, а й на початку XIV століття завоювала Епір, завдяки чому вони також отримали титул деспота Епіру. Деякі члени сім'ї приймали православну віру та одружувались на гречанках. Після смерті Джованні II Орсіні в 1335 році, острови були окуповані анжуйцями з Неаполітанського королівства, які, як правителі Ахеї, з цього часу утримували їх під своїм сюзеренітетом.

### Володіння Токко (1357—1479)

Володіння Карло I Токко

Анжуйська окупація закінчилась в 1357 році, коли Роберт Тарентський у винагороду за допомогу в звільненні його з угорського полону передав Кефалонію, Закінф та Ітаку сину неаполітанського губернатора Корфу Леонардо I Токко. Рід Токко володів цими грецькими територіями понад століття і забезпечував єдність в управлінні цими трьома іонічними островами.
Після розширення свого панування на Лефкаду, Леонардо I Токко намагався закріпити свої позиції у суперечках з Венецією, папою Римським, сицилійськими анжуйцями, але в основному з албанцями Епіру і вступив в сімейні стосунки з старовинною флорентійською родиною Аччаюолі. Ця політика дозволила Токко посилити свій вплив, який досяг свого апогею в XV столітті з експансією на континентальне узбережжя, а саме після того, як Карло I Токко завоював Яніну (1411) та Арту (1416). Він отримав титул деспота Епіру від візантійського імператора Мануїла II Палеолога і дотримувався візантійських традицій. І на островах Іонічного моря, і на материкових територіях у Центральній Греції династія Токко намагалася завоювати прихильність населення шляхом поступок сеньйорам, згідно з літописом Токко, за рахунок «спадщин», «маєтків», «кратімат» і «пронойя». Дотримуючись аналогічної політики на релігійному фронті, Леонардо III (1448—1481), останній з династії Токко, відновив православний єпископський престол Кефалонії, який був скасований Орсіні.

### Османське завоювання і ліквідація пфальцграфства (1479)
На початку 1479 року Османська імперія уклала мирний договір з Венеційською республікою, який поклав край довгій 14-літній Першій османсько-венеційській війні. Укладання мирної угоди з венеційцями і забезпечення їх нейтралітету в можливих конфліктах, розв'язало руки Мехмеду II в його експансіоністських планах в Егейському та Адріатичних морях. Влітку 1479 року османський флот з 29 кораблів на чолі з беєм Валони Гедик Ахмед-пашею захопив Пфальцграфство Кафалонії і Закінтфу і анексував острови Лефкада, Кефалонія, Закінф та Ітака до складу Османської імперії. Ще до приходу османського флоту, останній правитель пфальцграфства Леонардо III Токко покинув володіння і втік до Неаполітанського королівства.

### Спроба повернення Токко і розподіл островів між Венецією і Османською імперією
В 1481 році, відразу після смерті султана Махмеда II, скориставшись тим, що вся увага османів зосередилась на внутрішніх суперечках за престол, брати Леонардо і Антоніо Токко здійснили за допомогою армії неаполітанських і каталанських найманців, наданих їм королем Неаполю Фердинандом, успішну спробу вибити невеликі османські залоги, залишені на островах Кефалонія і Закінф і повернути собі владу над ними. Леонардо зробив брата Антоніо Токко співправителем пфальцграфства Кефалонії та Закінфу.
Проте вже у 1482 році венеційці, незадоволені перспективою об'єднання обох берегів на виході з Адріатичного моря в руках Неаполітанського королівства, вибили загони Токко спочатку з Закінфу, а в 1483 році — також і з Кефалонії. Антоніо був вбитий внаслідок заколоту власних каталонських найманців в замку Св. Георргія на Кефалонії, а Леонардо в черговий раз втік зі свого колишнього володіння і перебрався до Риму, де отримав від папи римського Сікста IV пенсіон в 2 тис. дукатів. Помер Леонардо III Токко 1503 року в Римі (за іншими відомостями це сталося 1495/1496 або 1499 року).
За договором 1484 року, венеційці поділили захоплені у Токко острови з Османською імперією, залишивши Закінф собі і передавши Кефалонію османам. Незабаром, у 1550 році, під час Другої османсько-венеційської війни, венеційці остаточно захоплили Кефалонію та Ітаку у османів і завершили об'єднання колишніх територій пфальцграфства Закінф і Кефалонія під владою Венеційської республіки, яка володіла цими островами аж до моменту ліквідації республіки в 1797 році Наполеоном Бонапартом.

## Пфальцграфи Кефалонії та Закінфу

### Поза династіями
- Маргарит з Бриндізі (1185—1195)

### Династія Орсіні
- Матвій I (1195—1238)
- Матвій II (1238—1259)
- Річард (1259—1304)
- Іоанн I (1304—1317)
- Миколай (1317—1323)
- Іоанн II (1323—1325)

### Анжуйці
- Іоанн (1325—1336)
- Роберт Тарентський (1336—1357)

### Династія Токко
- Леонардо I (1357—1376)
- Карло I (1376—1429)
- Леонардо II (1376—1399)
- Карло II (1429—1448)
- Леонардо III (1448—1479)
- захоплено османами
- Антоніо (1481—1484)